# Titus Flavius Magnus

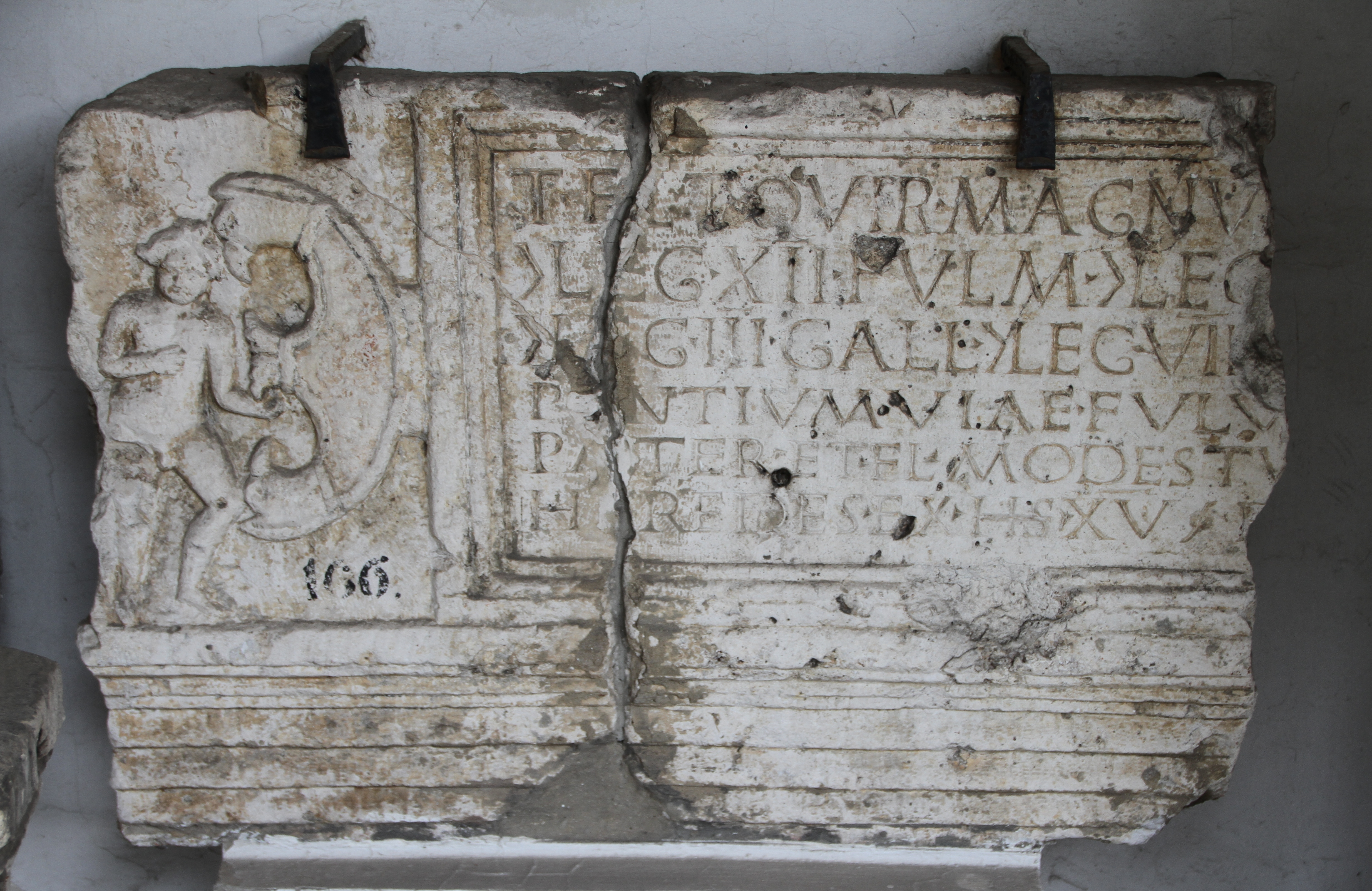
Der Grabstein mit der Inschrift

Titus Flavius Magnus (vollständige Namensform Titus Flavius Titi filius Quirina Magnus) war ein im 2. Jahrhundert n. Chr. lebender Angehöriger der römischen Armee.
Durch eine Inschrift auf einem Grabstein, der in Aquincum gefunden wurde, ist belegt, dass Magnus als Centurio in mindestens vier Legionen diente. In der Inschrift sind die Namen der Legio III Gallica und der Legio XII Fulminata erhalten, die beide am Anfang des 2. Jh. im Osten des römischen Reiches stationiert waren. Die Nummer einer weiteren Legion beginnt mit VII; von der vierten Legion sind weder die Nummer noch der Name erhalten.
Möglicherweise kam Magnus mit einer Vexillation der Legio XII Fulminata an die Donau, mit der er am ersten Dakerkrieg Trajans teilnahm. Aufgrund des Fundortes des Grabsteins wäre es denkbar, dass Magnus Centurio in der Legio II Adiutrix war, die ihr Hauptlager ab dem Anfang des 2. Jh. in Aquincum in der Provinz Pannonia inferior hatte.
Magnus war in der Tribus Quirina eingeschrieben.
Die Inschrift wird bei der EDCS auf 101/200 datiert. James Robert Summerly datiert sie ungefähr in die Regierungszeit des Kaisers Hadrian (117–138).